# Chenereilles (Loire)
Chenereilles település Franciaországban, Loire megyében. Lakosainak száma 536 fő (2022. január 1.). Chenereilles Boisset-Saint-Priest, Luriecq, Marols, Périgneux, Saint-Jean-Soleymieux, Saint-Marcellin-en-Forez és Soleymieux községekkel határos.

## Népesség
A település népességének változása:
| Lakosok száma | 260  | 247  | 264  | 427  | 510  | 521  | 523  | 527  | 524  | 536  |
|               | 1968 | 1982 | 1990 | 2006 | 2013 | 2015 | 2017 | 2019 | 2020 | 2022 |